# Paradroid
Paradroid är ett spel utvecklat av Andrew Braybrook för Graftgold. Spelet släpptes första gången till Commodore 64 år 1985.
Spelaren befinner sig ombord på ett rymdskepp fullt av robotar som löper amok. Man måste stoppa dem, antingen genom att förstöra dem eller ta kontroll över dem, därmed avancerar man vidare genom däck efter däck. Genom att ta över robotarna blir spelaren mindre sårbar.